# Rheydt Hauptbahnhof
Rheydt Hauptbahnhof – główny dworzec kolejowy w Rheydt, dzielnicy Mönchengladbach, w kraju związkowym Nadrenia Północna-Westfalia, w Niemczech. Według klasyfikacji Deutsche Bahn dworzec posiada 4 kategorię. Znajdują się tu 4 perony.